# Pleurodonte lychnuchus
Hélice conoïde
Espèce
Statut de conservation UICN

 NE  : Non évalué
Pleurodonte lychnuchus, ou Hélice conoïde, est une espèce de gastéropodes tropicaux terrestres de la famille des Pleurodontidae, endémique de Guadeloupe. L'espèce a été décrite sous le nom Helix lychnuchus par Otto Friedrich Müller à la fin du XVIIIe siècle.

## Description
L’Hélice conoïde est un escargot à coquille orbiculaire, subconoïde, à spire convexe, courte, très obtuse au sommet, de 5 tours, obtuse au sommet. Les coquilles ont un diamètre moyen de 30 mm pour une hauteur comprise entre 14 et 21 mm.
La suture superficielle est peu marquée. Le dernier est caréné à sa circonférence. Le dernier tour est convexe en dessous, cette convexité étant précédée d’une dépression prolongeant la carène. L’ouverture est subtriangulaire, transverse, plus large que haute, au péristome blanc, quelquefois teinté de fauve. Le bord inférieur de l’ouverture porte deux dents inégales et obliques : l’interne est la plus petite ; l’autre est grande.
La surface extérieure de cette coquille porte de nombreuses granulations inégales, serrées et irrégulièrement distribuées.
La coloration de celle coquille est brun marron terne, quelquefois recouvert d’un épiderme sur lequel se dessinent des marbrures jaunâtres. Certains spécimens peuvent être plus clair, alors ornés d’une large zone brune à la base du dernier tour.
La forme des coquilles a très tôt été reconnue comme variable, allant d’individus aplatis et subdiscoides, à des individus trochiformes et spire beaucoup plus saillante.

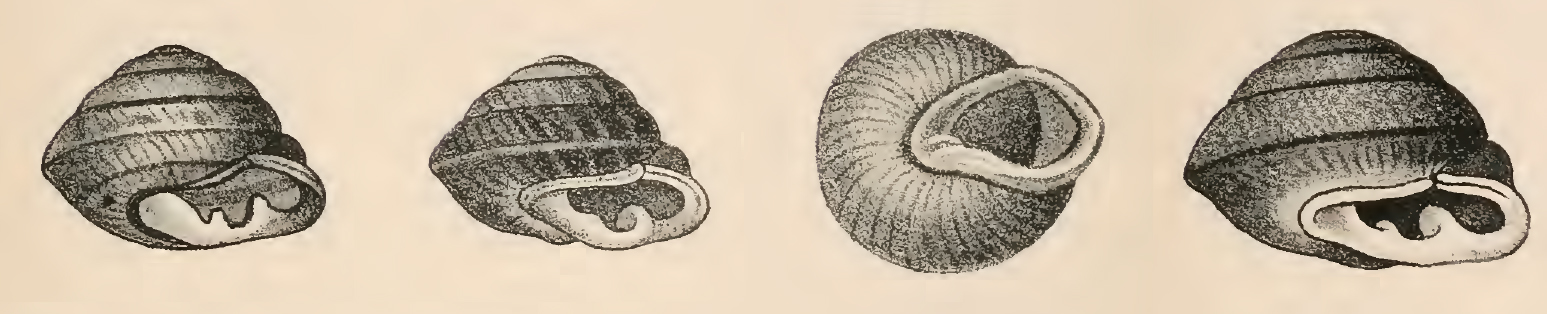
Dessins de spécimens de P. lychnuchus (Pilsbry 1889, planche 28, fig. 6-9).

L’espèce est jugée morphologiquement proche de P. josephinae, dont elle se distingue par sa plus grande taille, sa spire plus élevée et ses couleurs plus sobres.
Une description du corps de l’animal est donnée par Mazé : « à l’état adulte, l’animal est d’un brun rougeâtre sur la partie supérieure du corps, avec deux bandes parallèles plus sombres, qui se prolongent jusqu’à l’extrémité des tentacules supérieurs ; les bords latéraux du manteau et le pied tout entier sont d’un brun verdâtre ou jaunâtre uniforme. »

## Distribution
L’Hélice conoïde est un escargot endémique de Guadeloupe. L’espèce a connu une réduction d’aire d’habitat à une époque qui reste à déterminer. Il n’est aujourd’hui rencontré vivant que sur la seule île de Basse-Terre, où il est toutefois réputé assez commun.
Sur l’île de Grande-Terre, des coquilles fossiles ont été mentionnées dès le XIXe siècle et plusieurs localités fossiles du littoral est de l’île sont recensées, où P. lychnuchus est associé à Amphibulima patula.

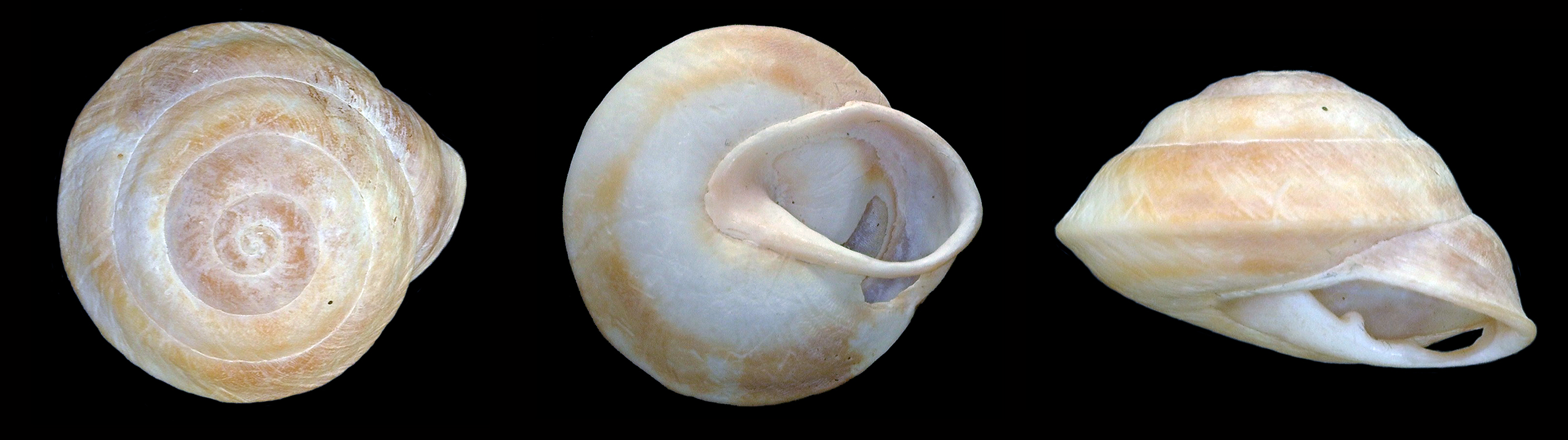
Coquille de Pleurodonte lychnuchus collectée dans les niveaux précolombiens du site de Morel, sur la côte est de la Grande-Terre, Guadeloupe (collection Edgar Clerc, Musée du Moule). Longueur du spécimen : 29,5 mm.

De vieilles coquilles sont également rapportées de la Désirade, île de laquelle l’espèce est absente aujourd’hui.
L’escargot est mentionné de Terre-de-Bas des Saintes au XIXe siècle d’où il n’a pas été revu depuis,.
En dehors de la Guadeloupe, une coquille est anciennement rapportée de Saint Martin, où elle pourrait représenter un individu introduit n’ayant pas fait souche. Les mentions historiques localisant l’espèce en Martinique, en revanche, sont considérées être des erreurs de localité,.

## Écologie
L’Helice conoïde est un escargot forestier de litière rencontré dans les altitudes moyennes et élevées jusqu’à 1200 m. 
Les Pleurodontes lychnuchus sont parmi les escargots les plus fréquemment rencontrés dans les accumulations de coquilles consommées par les oiseaux.